# Michael Heinzelmann
Michael Heinzelmann (* 1966) ist ein deutscher Klassischer Archäologe.

## Leben
Michael Heinzelmann studierte Klassische Archäologie, Kunstgeschichte und Alte Geschichte an den Universitäten Freiburg, Heidelberg, Köln und München, wo er 1993 den Magister machte und 1995 promoviert wurde. Nach dem Reisestipendium des Deutschen Archäologischen Instituts (DAI) 1996/1997 war Heinzelmann bis 2002 als Referent an der Abteilung Rom des Deutschen Archäologischen Instituts tätig. Anschließend war er Wissenschaftlicher Mitarbeiter zunächst 2002/2003 an der Kommission zur Erforschung des antiken Städtewesens der Bayerischen Akademie der Wissenschaften und anschließend 2003/04 an der Technischen Universität Darmstadt, wo er sich habilitierte. 2004/2005 war Heinzelmann Direktor des Deutschen Evangelischen Instituts für Altertumswissenschaft des Heiligen Landes in Jerusalem, von 2005 bis 2008 Extraordinarius für Klassische Archäologie an der Universität Bern. 2008 lehnte er einen Ruf auf eine ordentliche Professur in Bern ab und wechselte stattdessen auf eine W 3-Professur an der Universität zu Köln.
Schwerpunkt Heinzelmanns ist die Archäologie der hellenistisch-römischen Zeit, insbesondere Fragen des Bestattungswesens und der Urbanistik. Er führte jahrelang Forschungen in Ostia Antica durch und war außerdem an Untersuchungen unter anderem in Alexandria, Amiternum, der Oase Siwa und dem Pantheon in Rom beteiligt. Zur Zeit forscht er vor allem in Israel, wo er Grabungen in Elusa und Tel Shalem leitet sowie Forschungen zum Muristan in Jerusalem.

## Schriften
- Die Nekropolen von Ostia. Untersuchungen zu den Gräberstraßen vor der Porta Romana und an der Via Laurentina (= Studien zur antiken Stadt 6). Pfeil, München 2000, ISBN 3-931516-85-7.
- Forma urbis Ostiae. Untersuchungen zur Entwicklung der Hafenstadt Roms von der Zeit der Republik bis ins frühe Mittelalter. Harrassowitz, Wiesbaden 2020, ISBN 978-3-447-11534-6.